# ラティーナ・カルチョ1932
ラティーナ・カルチョ1932 (Latina Calcio 1932) はイタリアのラツィオ州ラティーナを本拠地とするサッカークラブである。2021-22シーズンはセリエCに所属している。

## 歴史
1945年にヴィルトゥス・ラティーナ (Virtus Latina) として創立し、数年後にはASラティーナ (Associazione Sportiva Latina) に改称。
長年に渡ってセリエC、セリエDレベルに在籍していたが、2007年に経営破綻によりチームが解散。その後、アマチュアからの出直しを図るが、チーム継承を主張する組織がヴィルトゥス・ラティーナ (Virtus Latina) 、FCラティーナ (Football Club Latina) という2チーム存在するという事態に。2シーズン分裂状態が続き、2009年夏に新たにUSラティーナ・カルチョとして再スタートを切った。
2012-13シーズンはレガ・プロ・プリマ・ディヴィジオーネ・ジローネBで3位、プレイオフを経てクラブ史上初のセリエB昇格を果たした。
2016-17シーズンはセリエBで低迷し、第41節時点で最下位。その節でペルージャ・カルチョと2-2で引き分け、19位との勝ち点差が12になったためレガ・プロへの降格が決定した。その後、財政悪化のためクラブは破産。クラブはオークションにかけられたが不成立、3部への登録は認められなかった。
クラブはSSDラティーナ・カルチョ1932 (Società Sportiva Dilettantistica a r.l. Latina Calcio 1932)として再出発し、4部に登録された。
2021年にクラブ名をラティーナ・カルチョ1932 (Latina Calcio 1932)へ変更した。

## タイトル

### 国内タイトル
- コッパ・イタリア・レガ・プロ：1回
  - 2012-13

### 国際タイトル
なし

## 過去の成績
| シーズン | ディビジョン                   | ディビジョン | ディビジョン | ディビジョン | ディビジョン | ディビジョン | ディビジョン | ディビジョン | ディビジョン | コッパ・イタリア |
| シーズン | リーグ                         | 試           | 勝           | 分           | 敗           | 得           | 失           | 勝ち点       | 順位         | コッパ・イタリア |
| -------- | ------------------------------ | ------------ | ------------ | ------------ | ------------ | ------------ | ------------ | ------------ | ------------ | ---------------- |
| 2010-11  | レガプロ・セコンダ ・ジローネC | 30           | 19           | 10           | 1            | 45           | 16           | 67           | 1位          | —                |
| 2011-12  | レガプロ・プリマ ・ジローネB   | 34           | 8            | 11           | 15           | 37           | 45           | 35           | 16位         | 1回戦敗退        |
| 2012-13  | レガプロ・プリマ ・ジローネB   | 30           | 15           | 9            | 6            | 41           | 28           | 54→53        | 3位          | —                |
| 2013-14  | セリエB                        | 42           | 18           | 14           | 10           | 44           | 36           | 68           | 3位          | 2回戦敗退        |
| 2014-15  | セリエB                        | 42           | 11           | 17           | 14           | 38           | 41           | 50           | 13位         | 3回戦敗退        |
| 2015-16  | セリエB                        | 42           | 10           | 16           | 16           | 44           | 51           | 46           | 16位         | 2回戦敗退        |
| 2016-17  | セリエB                        | 42           | 6            | 21           | 15           | 38           | 50           | 39→35        | 21位         | 3回戦敗退        |
| 2017-18  | セリエD・ジローネG             | 34           | 17           | 10           | 7            | 55           | 42           | 61           | 5位          | —                |
| 2018-19  | セリエD・ジローネG             | 38           | 15           | 11           | 12           | 54           | 40           | 56           | 7位          | —                |
| 2019-20  | セリエD・ジローネG             | 26           | 10           | 9            | 7            | 40           | 30           | 39           | 6位          | —                |
| 2020-21  | セリエD・ジローネG             | 34           | 19           | 8            | 7            | 60           | 29           | 65           | 2位          | —                |
| 2021-22  | セリエC・ジローネC             | 36           | 12           | 9            | 15           | 37           | 42           | 45           | 12位         | —                |
| 2022-23  | セリエC・ジローネC             |              |              |              |              |              |              |              | 位           |                  |

## 歴代監督
- ファビオ・ペッキア 2012-13
- マリオ・ベレッタ 2014
- マルク・ユリアーノ 2015

## 歴代所属選手
- アブデルカデル・ゲザル 2013-2014